# Eva Lang
Eva Clara Lang (Columbus, 11 de septiembre de 1884 – Los Ángeles, 7 de abril de 1933) fue una actriz estadounidense.

## Primeros años
Lang nació en Columbus (Ohio) y se crio en Kansas City (Misuri). Su madre, Minnie B. Lang, era una médica que ejerció en Kansas City durante veinte años. Su hermana, Marie Gertrude Pearce, también era actriz, y fue conocida profesionalmente como "Marie Hudson".

## Carrera
Lang era actriz de teatro y la protagonista de compañías anónimas. En 1910, fue una de las primeras actrices estadounidenses en interpretar a Peter Pan en el teatro. En 1917, The Dramatic Mirror informó que Lang era "la actriz de teatro más popular que Omaha jamás haya conocido". "En Kansas City durante la década de 1900", señaló un historiador de teatro, "las mujeres jóvenes volvían a casa después de la obra para practicar frente a un espejo los gestos de Eva Lang y la forma de caminar de ella". Su vestuario teatral fue descrito en detalle en revistas. Realizó una gira por Japón, China, India y Filipinas en la compañía de repertorio de Daniel Frawley en 1917.
Lang apareció en varias películas mudas, incluidas  A Desperate Tenderfoot (1920), A Western Feud (1921), The Golden Lure (1921) y The Outlaw's Revenge (1921), todas dirigidas por Otis B. Thayer. En 1930, después de haber hecho un breve retiro, hizo una reaparición en Kansas City, en Her Friend, the King.

## Vida personal
Lang se casó con el actor John Halliday en 1917 hasta que se divorciaron en 1928. Murió en 1933, a los 48 años, en Los Ángeles, California.